# 中心电视台
中心电视台（俄语：ТВ Центр)，是一家俄罗斯电视台，隶属莫斯科市政府，开播于1997年6月9日。其前身是1956年开播的苏联中央电视台（俄语：Центральное телевидение СССР；简称：ЦТ СССР)莫斯科第二套节目。中心电视台覆盖俄罗斯联邦全境、独联体部分地区及欧洲部分地区。

## 台标变迁

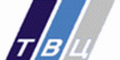
第一代
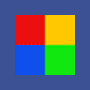
第二代
第三代
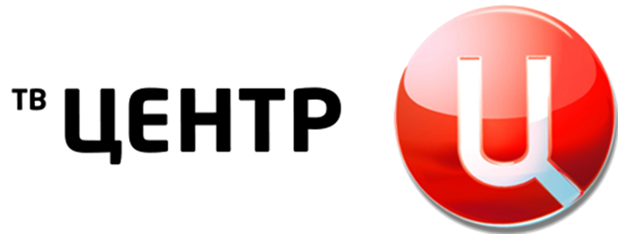
第四代
第五代（2013年至今）